# Matthias Pokorn
Matthias Pokorn (* 12. Mai 1992 in Graz) ist ein österreichischer Politiker der Österreichischen Volkspartei (ÖVP) und Arzt. Ab April 2018 war er 1. Vizebürgermeister der Marktgemeinde Premstätten, vom 21. Jänner 2020 bis zum 18. Dezember 2024 war er Abgeordneter zum Landtag Steiermark.  Am 30. Juni 2021 wurde er Bürgermeister von Premstätten.

## Leben
Matthias Pokorn besuchte ab 1998 die Volksschule Unterpremstätten und ab 2002 das Bundesrealgymnasium Pestalozzi Graz, wo er 2010 maturierte. Im Jahr 2011 begann er ein Studium der Humanmedizin an der Medizinischen Universität Graz, im Oktober 2017 spondierte er dort zum Doktor der Medizin. Von Juli 2014 bis März 2017 erfolgten Famulaturen an verschiedenen Kliniken und Unfallkrankenhäusern in der Steiermark, die Absolvierung des praktischen Jahres bei den Elisabethinen, beim Unfallkrankenhaus der AUVA, beim Klinikum Passau und bei einem Hausarzt. Im Dezember 2017 begann er die Ausbildung zum Arzt für Allgemeinmedizin und Arbeitsmedizin am Landeskrankenhaus (LKH) Voitsberg, dem Universitätsklinikum Graz, dem LKH Deutschlandsberg und dem LKH Graz 2 Standort West und Standort Süd. Seit seiner Kindheit spielt er Fußball, begann seine Karriere dabei 1998 im Nachwuchsbereich des SK Sturm Graz und wechselte 2002 in die Jugendabteilung des SC Unterpremstätten, bei dem er seit seiner Jugend in der ersten und zweiten Kampfmannschaft spielte. Im Mai 2022 war er letztmalig in einem Pflichtspiel der Unterliga-Mannschaft des Vereins im Einsatz.

## Politik
Pokorn wurde nach der Gemeinderatswahl 2015 Gemeinderat in der Marktgemeinde Premstätten, wo er im Mai 2015 auch Obmann und im Mai 2018 Ehrenobmann der von ihm mitbegründeten Jungen Volkspartei (JVP) wurde. Im Jänner 2016 wurde er Organisationsreferent der JVP Steiermark und stellvertretender JVP-Bezirksobmann von Graz-Umgebung, mit Februar 2017 wurde er Bezirksobmann der Jungen Volkspartei Graz-Umgebung. Seit Juni 2017 ist er stellvertretender Bezirksobmann der ÖVP Graz-Umgebung, seit März 2018 Ortsparteiobmann der ÖVP Premstätten und seit April 2018 erster Vizebürgermeister der Marktgemeinde Premstätten. Im Oktober 2019 wurde er Landesobmann-Stellvertreter der JVP Steiermark.
Bei der Landtagswahl 2019 kandidierte er auf dem 27. Listenplatz der Landesliste sowie auf Platz sieben im Landtagswahlkreis 1 (Graz und Umgebung). Am 21. Jänner 2020 wurde er in der zweiten Sitzung der XVIII. Gesetzgebungsperiode als Abgeordneter zum Landtag Steiermark angelobt. Er rückte für ein ÖVP-Regierungsmitglied der im Dezember 2019 gebildeten Landesregierung Schützenhöfer II nach. Im ÖVP-Landtagsklub fungiert er als Bereichssprecher für Gesundheit. Weitere Arbeitsschwerpunkte sind der öffentliche Verkehr, der Ausbau der Breitbandinfrastruktur und des Schienennetzes sowie eine Frequenzerhöhung der öffentlichen Verkehrsmittel.
Nach den steiermärkischen Gemeinderatswahlen 2020 am 28. Juni wurde Matthias Pokorn wiederum als 1. Vizebürgermeister der Marktgemeinde Premstätten angelobt. Am 30. Juni 2021 wurde er als Nachfolger von Anton Scherbinek zum Bürgermeister von Premstätten gewählt. Nach der Landtagswahl 2024 schied er mit 18. Dezember 2024 aus dem Landtag aus. Nach den Gemeinderatswahlen in der Steiermark 2025 wurde er im April 2025 einstimmung erneut zum Bürgermeister gewählt.